# 法蘭西斯庫斯·唐德斯
法蘭西斯庫斯·科內利烏斯·唐德斯 FRS（荷蘭語：Franciscus Cornelius Donders，1818年5月27日—1889年3月24日），荷蘭眼科醫師與心理學家，眼壓計的發明者，也是心理測時法的創始人之一。縱觀唐德斯的職業生涯，他曾任烏特勒支大學的生理學教授，並被國際視為眼疾的權威。除此之外，唐德斯、阿爾布雷希特·馮·格雷夫和赫爾曼·馮·亥姆霍茲亦是眼科學的主要創始人之一。

## 生平
1818年5月27日，法蘭西斯庫斯·唐德斯於蒂爾堡出生，父親名叫揚·弗朗茨·唐德斯（Jan Franz Donders），母親則是艾格尼絲·伊麗莎白·赫格（Agnes Elizabeth Hegh）。童年他曾分別在埃爾瑟爾的學校、蒂爾堡和博克斯梅爾的神學院接受教育。長大後，年輕的唐德斯在位於烏特勒支的荷蘭皇家軍醫醫學院就讀幾年，1840年，他獲得萊頓大學的醫學士學位。
從大學畢業後，唐德斯在海牙當了大約兩年的醫務官。1842年，他被任用為烏得勒支軍醫學院的生理和解剖學講師。1847年，唐德斯就任烏得勒支大學的生理學副教授，並在15年後當上主教授。而早在1847年，唐德斯就是荷蘭皇家研究所通信員的一分子，即後來的荷蘭皇家藝術與科學學院，四年後，他成為該研究所的其中一個會員。
唐德斯在當時因為眼疾的工作和研究而著名，他也是第一批實踐檢眼鏡檢查的醫師。同時唐德斯也被認定於1862年發明眼壓計，並於1860年引入用於散光的棱鏡和柱面透鏡。唐德斯也是第一位使用人類反應時間差異來測量認知處理差異的人，即是心理測時法，他對比了簡單反應時間和選擇反應時間，發現簡單反應更快。這個概念是現在認知心理學的核心原則之一 – 雖然心理測時法並不在其範疇內，但它是用於對諸如學習，記憶和注意力之類的過程進行測量的常用工具之一。
1858年，唐德斯創立了專為緊急眼患者而設的醫院，而他的助理則是後來發明斯內倫視力表的赫爾曼·斯內倫。1864年，唐德斯出版了備受讚譽的書籍《On the anomalies of accommodation and refraction of the eye》。另外，眼科學中亦有以他為名的「唐德斯定律」，內容為「眼球的轉動由物體與正中面和水平線的距離決定」。除此之外，在牙科界也有以他為名的「唐德斯空間」，即舌頭背部和硬腭之間的間隙。
1889年3月24日，唐德斯於烏特勒支逝世，終年70歲。

## 家庭
唐德斯結婚過兩次：第一次是與歐內絲汀·齊默爾曼（Ernestine Zimmerman），婚姻於1845年開始，1887年因妻逝而結束；第二次則是於1888年結婚的亞伯哈敏·阿諾爾達·路易莎·哈伯雷赫特（Abrahamine Arnolda Louisa Hubrecht），但婚期持續不夠兩年便因唐德斯的死亡而告終。